# Nesopupa madgei
Nesopupa madgei es una especie de molusco gasterópodo de la familia Pupillidae en el orden Stylommatophora.

## Distribución geográfica
Se encuentra en Mauricio y la isla de Reunión.